# منظومة الشرف البريطاني

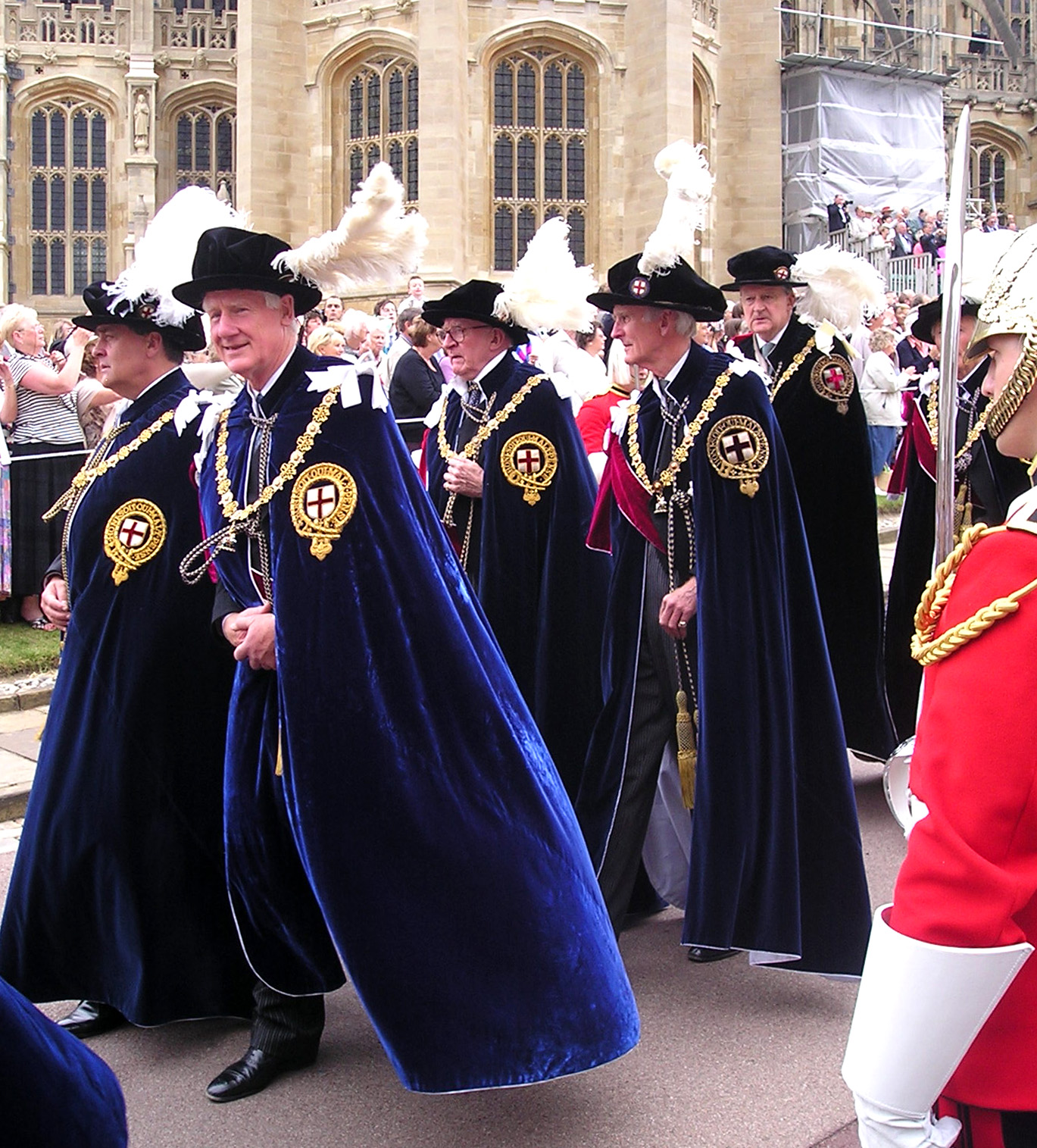

منظومة الشرف البريطاني (Orders, decorations, and medals of the United Kingdom) نظام الأوسمة البريطانية هي وسيلة لمكافأة الأفراد الشخصية الشجاعة، والإنجاز، أو الخدمة إلى المملكة المتحدة. ويتألف النظام من ثلاثة أنواع من الجوائز: التكريم والأوسمة والميداليات.
- التكريم (أوسمة الشرف) وتستخدم في التعرف على الجدارة من حيث الإنجاز والخدمات.
- الأوسمة وتميل إلى أن تستخدم في التعرف على أفعال معينة.
- ميداليات تستخدم في التعرف على شجاعة، خدمة طويلة و/ أو قيمة و/ أو حسن السلوك.

## تاريخ موجز
رغم المعروف أن الملوك الانغلوساكسوني عملوا على مكافأة المخلصين بخواتم وغيرها من رموز وكان النورمان، الذي عرض لقب فارس كجزء من الحكومة الإقطاعية. أول وسام إنجليزي من اجل الفروسية، انشئ في 1348 بأمر قبل إدوارد الثالث ومنذ ذلك الحين تطورت إلى نظام معالجة الحاجة إلى تغيير في التعرف على أشكال أخرى من الخدمة إلى المملكة المتحدة.
لقب فارس هو جزء من منظومة الشرف البريطاني. وهو يشير إلى رجل قد منحه العاهل لقب فارس لكن ليس بصفته عضوا في منظمة أوامر الفروسية. وسام الفارس هو أقدم نوع من وسام فارس البريطانية، بدأ في عهد الملك هنري الثالث (1 تشرين الأول / أكتوبر 1207—16 تشرين الثاني / نوفمبر 1272)، لكنها دون رتبة أعضاء في مختلف الأوامر.